# Бровин, Константин Петрович
Константи́н Петро́вич Бро́вин (19 февраля 1913, Москва — 15 апреля 1991, там же) — советский кинооператор, фронтовой кинооператор в годы Великой Отечественной войны. Заслуженный деятель искусств РСФСР (1988).

## Биография
Родился 6 (19) февраля 1913 года в Москве. В 1934–1935 годах работал техником в тресте Радиострой Наркомата связи СССР. После окончания операторского факультета ВГИКа в 1939 году работал «Мосфильме» ассистентом оператора.
Призван в Красную армию в августе 1940 года, служил до апреля 1942 года. С июня того же года — в киногруппе Карельского фронта в качестве фронтового кинооператора, звание — старший техник-лейтенант. Со второго полугодия 1943 года — в киногруппе 1-го Украинского фронта, а затем и Забайкальского фронта, звание — инженер-капитан.
После окончания войны с ноября 1945 вновь на «Мосфильме» — ассистент оператора, затем второй оператор на фильмах «Путь славы» (1948), «Заговор обречённых» (1950). В период 1953—1955 годов — оператор-постановщик на Ташкентской студии художественных фильмов. По возвращении — оператор-постановщик «Мосфильма», где проработал до марта 1978 года. Несколько месяцев в 1968 году работал на киностудии Министерства обороны СССР.
Член ВКП(б) с 1942 года, член Союза кинематографистов СССР с 1958 года.
Скончался 15 апреля 1991 года в Москве. Похоронен на Ваганьковском кладбище (участок № 35).

## Сотрудничество с Гайдаем
По мнению Саввы Кулиша, Бровин был «одним из лучших операторов», работавших в картинах Леонида Гайдая. Их сотрудничество началось в 1960 году, когда Гайдай принёс Ивану Пырьеву, возглавлявшему созданное на «Мосфильме» творческое объединение «Луч», сценарий короткометражной комедии «Пёс Барбос и необычный кросс». Пырьев не до конца понял идею и структуру десятиминутного фильма, однако не стал возражать против постановки и направил в киногруппу фильма «Пёс Барбос» довольно опытного оператора Константина Бровина. Сценарий следующей короткометражки — «Самогонщики» — Гайдай писал в соавторстве с Бровиным. Кинокритик Марк Зак так описывал его работу в фильме «Деловые люди»: «Большая часть киноновеллы отлично снята оператором Бровиным в манере заправского „вестерна“ с обязательным для этого жанра джентльменским набором — взорванный сейф, скачки, дуло кольта во весь экран».
Коллеги и актёры, снимавшиеся в фильмах Гайдая, весьма благожелательно оценивали работу его кинооператора. Так, Юрий Никулин писал о Бровине как о человеке, который не только хорошо знал свой участок работы, но и создавал позитивную атмосферу на съёмочной площадке. Во время обсуждения отснятых материалов к другой комедии — «Операция „Ы“» — редактор объединения «Луч» Владимир Леонов заметил: «Очень интересна работа оператора. Световое решение во многом тактично и изящно. Мне кажется, что Бровин заметно творчески вырос в этой работе». По воспоминаниям Натальи Варлей, ещё до начала съёмок «Кавказской пленницы» Гайдай и Бровин расписали картину не только по кадрам, но и по мизансценам, обозначив на каждом рисунке все ракурсы — вплоть до направления взгляда персонажа. После «Кавказской пленницы» (1966) творческое сотрудничество с Гайдаем прекратилось.

## Фильмография
- 1943 — Битва за нашу Советскую Украину (в соавторстве)
- 1943 — Народные мстители (в соавторстве)
- 1945 — Александр Покрышкин (в соавторстве)
- 1945 — Берлин (в соавторстве)
- 1945 — В Верхней Силезии (фронтовой спецвыпуск № 2) (в соавторстве)
- 1945 — Освобождённая Чехословакия (в соавторстве)
- 1945 — Победа за Вислой (в соавторстве)
- 1945 — Разгром Японии (в соавторстве)
- 1947 — XXX лет Октября (в соавторстве)
- 1947 — Первое мая (цветной, ч/б варианты; в соавторстве)
- 1950 — Советская Хакассия (совместно с К. Петриченко)
- 1951 — Мы за мир (СССР — ГДР) (в соавторстве)
- 1951 — Одесса
- 1951 — Песня молодости (СССР — ГДР) (в соавторстве; нет в титрах)
- 1952 — 1 мая 1952 г. (в соавторстве)
- 1952 — На перегоне
- 1952 — Последний поезд
- 1953 — Нахлебник (совместно с К. Петриченко)
- 1954 — Новоселье
- 1956 — Обыкновенный человек (совместно с В. Юсовым)
- 1957 — Легенда о ледяном сердце
- 1958 — Матрос с «Кометы»
- 1959 — Неподдающиеся
- 1960 — Мёртвые души
- 1961 — Пёс Барбос и необычный кросс (новелла в альманахе Совершенно серьёзно)
- 1961 — Самогонщики
- 1962 — Деловые люди
- 1963 — Большой фитиль (в соавторстве)
- 1964 — Я — Берёза
- 1965 — Операция «Ы» и другие приключения Шурика
- 1966 — Кавказская пленница, или Новые приключения Шурика
- 1969 — Король манежа (совместно с М. Ардабьевским, В. Белокопытовым)
- 1971 — Комитет девятнадцати (совместно с В. Фастенко)
- 1974 — Нервный ребёнок
- 1974 — Товарищ Сибирь (полиэкранный, вариоскопический; совместно с А. Зенякиным)
- 1976 — В цирке только женщины (совместно с П. Терпсихоровым)
- 1976 — Комсомол на стройке
- 1977 — И снова фронт

## Награды
- орден Отечественной войны II степени (14 апреля 1945)[17];
- медаль «За победу над Германией в Великой Отечественной войне 1941—1945 гг.» (июль 1945)[4];
- орден Красной Звезды (12 октября 1945)[18];
- медаль «За оборону Москвы» (1946)[4]
- орден Отечественной войны II степени (6 ноября 1985)[19];
- заслуженный деятель искусств РСФСР (4 мая 1988)[4];
- медали СССР[4].